# لوئیس پتیرو
لوئیس پتیرو (انگلیسی: Luis Peteiro؛ زادهٔ ۲۶ مهٔ ۱۹۹۸) بازیکن فوتبال است.